# Shenley Brook End
Shenley Brook End est une paroisse civile et un village du Buckinghamshire, en Angleterre.